# تیتی، بوروندی
تیتی روستایی در کمون موسیگیتی در استان بوبانزا در شمال غربی بوروندی است.